# Khattar Abou Diab
Khattar Abou Diab, né le 22 septembre 1956, est un politologue franco-libanais, consultant en géopolitique, spécialiste de l'islam et du Moyen-Orient, et professeur à l'université Paris-Sud.

## Biographie
Khattar Abou Diab est titulaire d'un doctorat en sciences politiques (Paris II, 1987) . Auteur de rapports stratégiques et politiques pour des organismes français et européens, il a été enseignant aux Universités de Paris III (Sorbonne nouvelle) et VII (Paris-Diderot). Il enseigne actuellement[Quand ?] à l'Université Paris-Sud au sein du Master 2 Diplomatie et négociations stratégiques de la Faculté Jean Monnet. 
Il est régulièrement invité dans des émissions télévisées ou radiophoniques en France et dans le monde arabe et musulman[réf. nécessaire].

## Publications
- Coauteur du « Dictionnaire Géopolitique  de l’islamisme » (sous la direction d'Antoine Sfeir, Bayard, Paris, 2009.
- « Le rôle de la force multinationale au Liban de 1982 à 1984 », collection des recherches de l’université Paris II, PUF, Paris, 1986, 124 pages.
- « Le conflit Irak-Iran », la Documentation française, Paris, 1989, 145 pages (avec Paul Balta).
- « La dimension religieuse du conflit irakien »,  Revue internationale et stratégique, 2005/1 (No 57)

Participation à plusieurs ouvrages collectifs, notamment : « Les relations culturelles entre chrétiens et musulmans au Moyen Âge, quelles leçons en tirer de nos jours ? », Brepols, 2005 ; « Comprendre le Proche-Orient », Bréal , 2005 ;  « Atlas des religions », Plon, Paris, 1994 ; « Clés pour l’islam », GRIP, Bruxelles, 1993 ; The Columbia World Dictionary of Islamism.